# Temporada 2018-2019 del Teatre Nacional de Catalunya

## Espectacles
| Temporada 2018-2019 del Teatre Nacional de Catalunya |                                                      |                                            | |                                                              | |                      |               |            |
| Espectacle                                           | Autoria                                              | Direcció                                   | Actors i actrius principals / artistes | Escenografia                                                 | Producció | Dates                | Sala          | Gènere     |
| Els Jocs Florals de Canprosa                         | Santiago Rusiñol                                     | Jordi Prat i Coll                          | Clara Altarriba, David Anguera, Albert Ausellé, Rosa Boladeras, Jordi Coll, Ana Domínguez, Francesc Ferrer, Oriol Genís, Àngels Gonyalons, Oriol Guinart, Jordi Llordella, Anna Moliner, Albert Mora, Albert Pérez, Mireia Piferrer, Kathy Sey, Yolanda Sey | Laura Clos “Closca” (Set Up Design)                          | Teatre Nacional de Catalunya | 04/10/18 al 11/11/18 | Sala Gran     | Musical    |
| Tebas Land                                           | Sergio Blanco                                        | Natalia Menéndez                           | Pablo Espinosa, Pablo Gómez Pando | Alfonso Barajas                                              | Salvador Collado, El Pavón Teatro Kamikaze | 10/10/18 al 14/10/18 | Sala Petita   | Teatre     |
| Només una vegada                                     | Marta Buchaca                                        | Marta Buchaca                              | Anna Alarcón, Maria Pau Pigem i Bernat Quintana | Sebastià Brosa                                               | La Pocket, Grec 2018 Festival de Barcelona | 18/10/18 al 04/11/18 | Sala Petita   | Teatre     |
| Kassandra                                            | Sergio Blanco                                        | Sergi Belbel                               | Elisabet Casanovas |                                                              | Teatre Nacional de Catalunya, Temporada Alta 2018                                                                                             | 24/10/18 al 18/11/18 | Sala Tallers  | Teatre     |
| La nit de Catalina Homar + Les darreres paraules     | José Carlos Llop, Carme Riera                        | Rafel Lladó                                | Catalina Solivellas, Andreu Benito, Josep Orfila | Rafel Lladó                                                  | Teatre Principal de Palma | 15/11/18 al 18/11/18 | Sala Petita   | Teatre     |
| Cuculand Souvenir                                    | Roberto Olivan                                       | Roberto Olivan                             | Manuel Tiger/Héctor Plaza “Buba”, Delia Ceruti, Luis García “Fruta”, Dunya Narli, Chey Jurado, Akira Yoshida, Tina Afiyan Breiova | R.O.P.A. - Roberto Olivan Performing Arts                    | R. O. P. A. - Roberto Olivan Performing Arts                                                                                                  | 22/11/18 al 25/11/18 | Sala Gran     | Teatre     |
| Amour                                                | Marie de Jongh                                       | Jokin Oregi                                | Javier Renobales, Ana Martínez, Ana Meabe, Pablo Ibarluzea, Quique Gago, Anduriña Zurutuza | Elisa Sanz (AAPEE)                                           | Tartean Teatroa en coproducció amb Teatro Arriaga Antzokia i Basauri Sozial Antzoki                                                           | 22/11/18 al 02/12/18 | Sala Tallers  | Teatre     |
| Alba (o el jardí de les delícies)                    | Marc Artigau                                         | Raimon Molins                              | Montse Guallar, Lluís Marco, Claudia Riera | Emilio Valenzuela                                            | Teatre Nacional de Catalunya, Atrium Escena Digital, ENA (Escena Nacional d’Andorra), Temporada Alta 2018                                     | 29/11/18 al 23/12/18 | Sala Petita   | Teatre     |
| Youth#4                                              | Didier Ruiz                                          | Didier Ruiz                                | Alba Martín, Ares Llucià, Daniel Tulloch, Diego Valiente, Enrique Ruiz, Jana Serra, Jaume Llagostera, Joshua Segarra, Kilian Fernández, Malena Domènech, Marc Pineda, Miguel Ángel López, Nef Blázquez, Sara Viñals, Unai Zorraquino |                                                              | Obra Social “la Caixa”, en el marc dels programes CaixaEscena i Art for Change “la Caixa”, Teatre Nacional de Catalunya                       | 29/11/18 al 02/12/18 | Altres espais | Teatre     |
| Troia, una veritable odissea!                        | Cor de Teatre                                        | David Costa i Joan Maria Segura i Bernadas | Gerard Capdevila, Mariona Callís, Maria Casellas, Ofir Chinchilla, Lali Figueras, Laia Frigolé, Glòria Garcés, Joan Garcia, Sussi Geli, Mariona Ginès, Llorenç Gómez, Sara Gómez, Marçal Gratacós, Nuri Hernàndez, Jordi Homs, Arcadi Juncosa, Enric López, Alícia Lorente, Albert Mora, Nasi Marco, Natàlia Menció, Edu Paredes, Llum Pérez, Laura Pla, Adriana Planagumà, Ànnia Pons de Ciurana, Pere Quintana, Joan Rigat, Rosa Rigau, Laura Ruhí, Eloi Tomàs, Joan Vila | Xavier Erra                                                  | Somfònics, Temporada Alta | 13/12/18 al 30/12/18 | Sala Gran     | Teatre     |
| La niña gorda                                        | Santiago Rusiñol                                     | Xavier Albertí                             | Jordi Oriol |                                                              | Teatre Nacional de Catalunya, Teatres en Xarxa                                                                                                | 19/12/18 al 04/01/19 | Sala Tallers  | Teatre     |
| Amanda T                                             | Àlex Mañas                                           | Àlex Mañas                                 | Laia Manzanares, Xavier Sàez, Isak Férriz | Marc Salicrú                                                 | Àlex Mañas, Companyia En Cursiva | 10/01/19 al 20/01/19 | Sala Tallers  | Teatre     |
| Afanys d'amor perduts                                | William Shakespeare                                  | Pere Planella                              | David Anguera, Maria Calvet, Queralt Casassayas, Sara Espígul, Sílvia Forns, Oriol Genís, Carles Martínez, Aleix Melé, Pep Anton Muñoz, Laura Pau, Arnau Puig, Mima Riera, Peter Vives | Bibiana Puigdefàbregas, Adelina Casanova (UDEU Arquitectura) | Teatre Nacional de Catalunya | 17/01/19 al 24/02/19 | Sala Petita   | Teatre     |
| Petits Prínceps                                      | Mumusic Circus                                       | Clara Poch, Marçal Calvet                  | Clara Poch, Marçal Calvet |                                                              | Mumusic Circus | 23/01/19 al 03/02/19 | Sala Tallers  | Espectacle |
| La bona persona de Sezuan                            | Bertolt Brecht                                       | Oriol Broggi                               | Míriam Alamany, Joan Carreras, Màrcia Cisteró, Jordi Figueras, Toni Gomila, Mercè Pons, Albert Prat, Clara de Ramon, Marc Rius, Xavier Ruano, Clara Segura i Ramon Vila. Músics: Joan Garriga, Rambo (Francisco Batista), Marià Roch, Madjid Fahem | Oriol Broggi                                                 | Teatre Nacional de Catalunya, La Perla 29 | 31/01/19 al 17/03/19 | Sala Gran     | Teatre     |
| La gallina dels ous d'or                             | Zum-Zum Teatre                                       | Ramon Molins                               | Begonya Ferrer, Ares Piqué, Ramon Molins, Albert Garcia, Víctor Polo | Joan Pena                                                    | Zum-Zum Teatre | 13/02/19 al 03/03/19 | Sala Tallers  | Espectacle |
| Se'ns n'ha anat el Santos al Cel                     | Concert a partir de Carles Santos                    | Wanda Pitrowska                            | | Jordi Oriol                                                  | Teatre Nacional de Catalunya, Orquestra Simfònica de Barcelona i Nacional de Catalunya                                                        | 05/03/19             | Sala Gran     | Concert    |
| Nom                                                  | Gelabert Azzopardi Companyia de Dansa, Cesc Gelabert |                                            | María Andrés, Samuel Delvaux, Cesc Gelabert, Rober Gómez, Junyi Sun |                                                              | Teatre Nacional de Catalunya | 07/03/19 al 17/03/19 | Sala Petita   | Dansa      |
| El futur                                             | Helena Tornero                                       | Helena Tornero                             | Ester Cort, Júlia Genís, David Menéndez, David Vert | Enric Planas                                                 | Teatre Nacional de Catalunya, Teatres en Xarxa                                                                                                | 20/03/19 al 14/04/19 | Sala Tallers  | Teatre     |
| On Goldberg variations / variations                  | Mal Pelo                                             | Maria Muñoz, Pep Ramis                     | Zuriñe Benavente, Jordi Casanovas, Enric Fàbregas, María Muñoz, Federica Porello, Pep Ramis, Zoltàn Vakulya | Kike Blanco                                                  | Mal Pelo, Teatre Nacional de Catalunya, Dansa Quinzena Metropolitana de Barcelona, Icec-Departament de Cultura de la Generalitat de Catalunya | 28/03/19 al 31/03/19 | Sala Petita   | Dansa      |
| El jardín de los cerezos                             | Anton Txèkhov                                        | Ernesto Caballero                          | Chema Adeva, Nelson Dante, Paco Déniz, Isabel Dimas, Karina Garantivá, Miranda Gas, Carmen Gutiérrez, Carmen Machi, Isabel Madolell, Fer Muratori, Tamar Novas, Didier Otaola, Secun de la Rosa | Paco Azorín                                                  | Centro Dramático Nacional | 10/04/19 al 21/04/19 | Sala Gran     | Teatre     |
| Stabat Mater                                         | Antonio Tarantino                                    | Magda Puyo                                 | Montse Esteve | Companyia de Montse Esteve                                   | 25/04/19 al 19/05/19 | Espai Magatzems      | Teatre        |            |
| Orsini                                               | Aleix Aguilà                                         | Xicu Masó                                  | Míriam Alamany, Júlia Barceló, Pol López, Pau Viñals | Judit Colomer                                                | Teatre Nacional de Catalunya, Companyia Solitària                                                                                             | 02/05/19 al 26/05/19 | Sala Tallers  | Teatre     |
| El gran mercado del mundo                            | Calderón de la Barca                                 | Xavier Albertí                             | Cristina Arias, Alejandro Bordanove, Antoni Comas, Elvira Cuadrupani, Jordi Domènech, Rubén de Eguía, Roberto G. Alonso, Oriol Genís, Lara Grube, Sílvia Marsó, Jorge Merino, Mont Plans, Aina Sánchez, David Soto Giganto | Max Glaenzel                                                 | Teatre Nacional de Catalunya, Compañía Nacional de Teatro Clásico (CNTC)                                                                      | 15/05/19 al 22/06/19 | Sala Gran     | Teatre     |
| El dolor                                             | Marguerite Duras                                     | Lurdes Barba                               | Ariadna Gil | Francesc Torres                                              | Teatre Nacional de Catalunya | 30/05/19 al 30/06/19 | Sala Petita   | Teatre     |
| Kind                                                 | Peeping Tom                                          | Gabriela Carrizo, Franck Chartier          | Eurudike De Beul, Marie Gyselbrecht, Hun-Mok Jung, Brandon Lagaert, Yi-Chun Liu, Maria Carolina Vieira | Justine Bougerol, Peeping Tom                                | Peeping Tom | 11/07/19 al 12/07/19 | Sala Gran     | Teatre     |